# Loggia dei Cavalcanti
La loggia dei Cavalcanti è stata un edificio civile del centro storico di Firenze, situata originariamente tra la via di Baccano (oggi via Porta Rossa) e lo sdrucciolo di Orsanmichele (oggi via dell'Arte della Lana). Fu demolita verso il 1895 durante il Risanamento di Firenze. Al suo posto sorse, in posizione più arretrata in modo da allargare la strada, il palazzo degli Angeli.

## Storia e descrizione

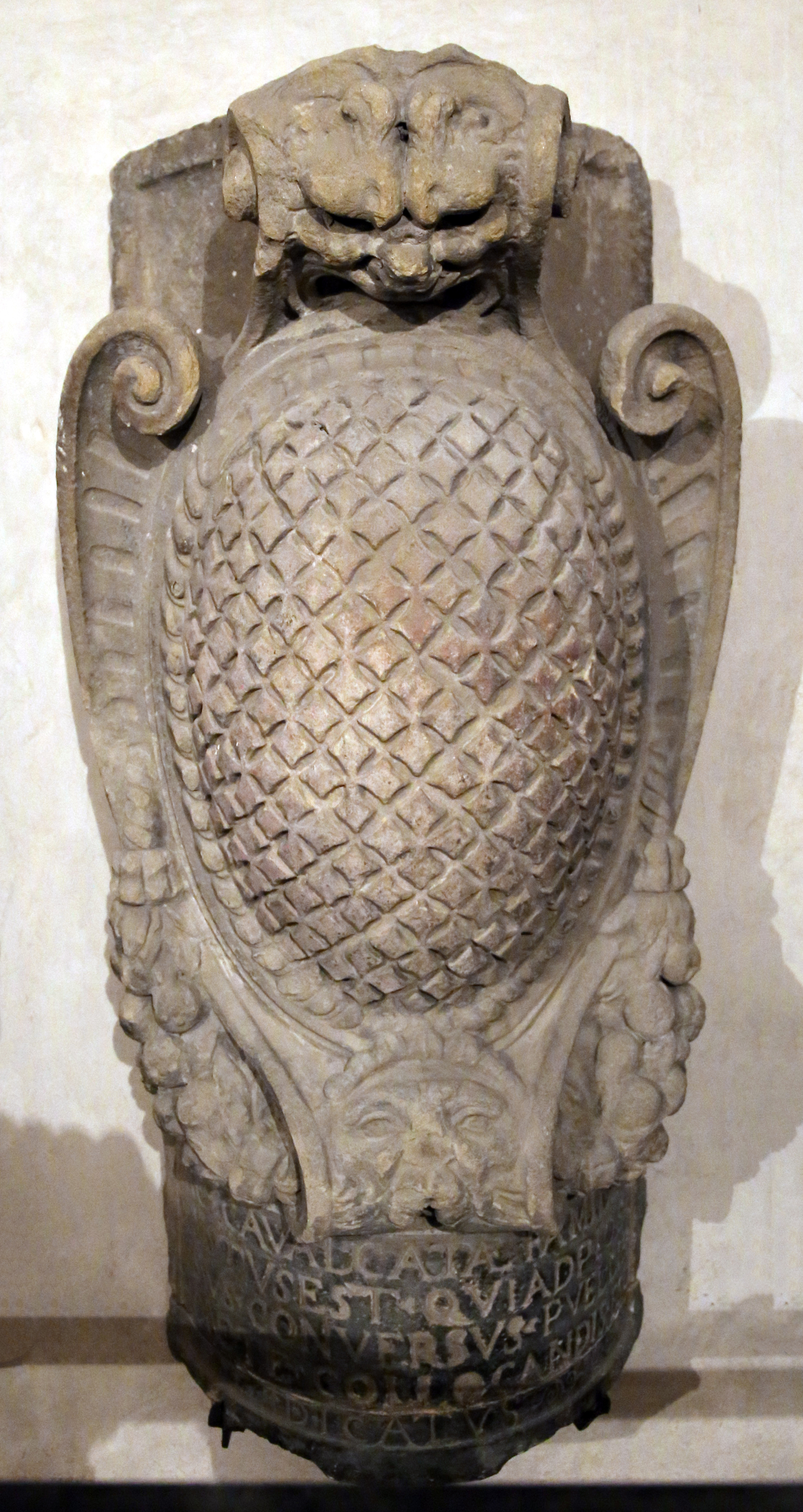
Lo stemma Cavalcanti della loggia

La consorteria dei Cavalcanti fu una delle più potenti nella Firenze medievale, ed ebbe numerosi possedimenti tra le attuali via dei Calzaiuoli, via Porta Rossa e Calimala, tra cui restano ancora oggi il palazzo Cavalcanti e quello Cavallereschi. Tra la via di Baccano (oggi Porta Rossa) e lo sdrucciolo di Orsanmichele (oggi tratto meridionale di via dell'Arte della Lana) essi ebbero un loggia già dal XIV secolo, luogo necessario per le grandi famiglie dove celebrare le cerimonie e redigere contratti e altri affari pubblici e privati. Essa era composta da quattro campate divise da cinque pilastri rettangolari.
Nel 1564, cambiate le esigenze materiali della famiglia, venne fatta una riunione dei suoi membri in data 17 febbraio (stile comune) in cui si decise di chiudere la loggia e di trasformarla in botteghe da affittare, con i proventi delle quali si sarebbe provveduto alle doti per fanciulle povere della cerchia familiare. A ricordo di questo atto venne collocato all'angolo della loggia uno stemma familiare (d'argento, seminato di crocette patenti ritrinciate di rosso) con una cornice riccamente scolpita a mascheroni e festoni e un'iscrizione commemorativa. 
Col risanamento di questa parte della città, pur essendo al confine della zona di intervento, fu deciso di sacrificare la loggia per creare un grande edificio regolare su l'allargata via Calimala, quello che poi verrà detto il palazzo degli Angeli. Demolendo quattro le botteghe (che si vedono in una fotografia del 1894), vennero rinvenuti i pilastri in pietra, ma non i capitelli che erano stati sacrificati per chiudere i vani. Lo stemma venne staccato e conservato presso il Museo di San Marco, con ancora tracce di policromia.
| HIC CAVALCATÆ FAMILIÆ XYSTVS EST QVI AD PIOS · VSVS CONVERSVS PVELLIS HONETE COLLOCANDIS EST DICATVS |

Traduzione: «Questo è un portico della famiglia dei Cavalcanti che è stato covertito agli usi pii, dedicato alle fanciulle oneste da maritare».